# Cao Kun
Cao Kun (ur. 12 grudnia 1862, zm. 17 maja 1938) – chiński polityk i wojskowy, od października 1923 do listopada 1924 roku prezydent Republiki Chińskiej.
Urodził się w biednej rodzinie w Tianjinie. Podczas wojny chińsko-japońskiej (1894-1895) walczył w Korei. Po zakończeniu wojny wstąpił do armii Beiyang. Dzięki znajomości z Yuan Shikaiem doszedł szybko do stopnia oficerskiego.
Po upadku Yuan Shikaia w 1916 roku związał się z Wu Peifu i kliką Zhili. W latach 1916–1920 był gubernatorem prowincji Zhili, Shandong i Henan. W tym okresie współpracował z Duan Qirui, jednak gdy nie otrzymał obiecanego stanowiska prezydenta, wystąpił przeciw niemu podczas wojny Zhili-Anfu w 1920 roku.
W czerwcu 1923 roku przy obojętności Wu Peifu sprowokował rozruchy w Pekinie, zmuszając prezydenta Li Yuanhonga do rezygnacji. Następnie 10 października przekupił członków parlamentu (każdy otrzymał po 5 tysięcy juanów), którzy obrali go głową państwa. Podczas swojej krótkiej prezydentury zdążył zatwierdzić nową konstytucję Republiki Chińskiej. Konstytucja, mimo iż na owe czasy niezwykle demokratyczna i postępowa, pozostała jednak w rzeczywistości aktem na papierze, zignorowanym całkowicie przez rządzących faktycznie militarystów.
Rządy Cao Kuna zakończyły się 2 listopada 1924 roku, gdy do Pekinu wkroczyły wojska generała Feng Yuxianga, zmuszając prezydenta do rezygnacji. Obalony Cao Kun spędził dwa lata w areszcie domowym. Po uwolnieniu podobnie jak wielu upadłych polityków tego okresu przeprowadził się na teren japońskiej koncesji w Tianjinie, gdzie zmarł. Był najkrócej urzędującym prezydentem Chin przed 1949 rokiem.